# 库莱尔沃

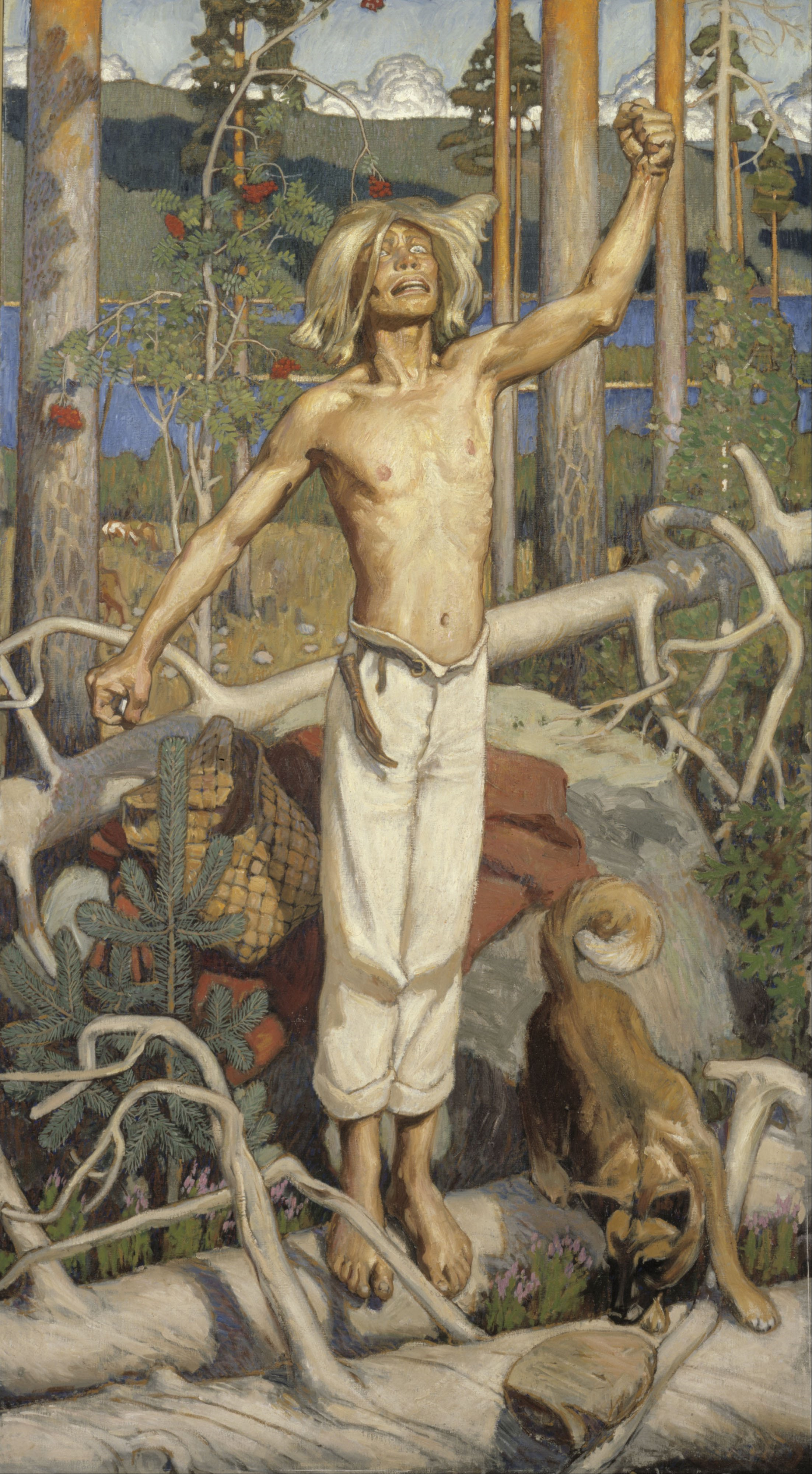
《库莱尔沃的诅咒》，由阿克塞利·加伦-卡勒拉所画

库莱尔沃（芬蘭語：Kullervo），又译古勒沃、库勒沃，是芬兰民族史诗《卡勒瓦拉》中的一个命运多舛的人物。他在他的整个家族被谋杀后长大，并意识到把他带大的温塔莫家族就是屠杀他家族的谋杀者。在小时候他就被贱卖为奴，并进一步受到嘲笑和挖苦。当他最终逃脱主人后，他找到了他家族的幸存成员，但又失去了他们。他与一位女孩调情，结果发现她是他的妹妹，尽管他以为妹妹早亡了。而她发现与她调情的人居然是自己的亲哥哥时，她选择了自尽。于是他感到愤怒，返回温塔莫的家族，用魔法摧毁了他们，然后自尽。
在诗篇的结尾，吟唱老人万奈摩宁警告天下父母不应粗暴对待自己的孩子。

## 《卡勒瓦拉》中库莱尔沃的故事
温塔莫把他兄弟卡莱尔沃的家族全部杀掉，只剩下卡莱尔沃已怀孕的妻子，她后来生下了库莱尔沃。温塔莫视库莱尔沃为眼中钉和威胁，甚至几次试图杀害他。企图不成就把他卖给伊尔玛利宁作为奴隶。伊尔玛利宁的妻子总是刁难欺凌库莱尔沃。于是他设计让她被一群狼和熊咬死。在交完税返回家的路上他跟一位少女调情，可是发觉她是他的妹妹。少女自尽身亡，库莱尔沃沮丧地回到家里。他决定向温塔莫发泄憎恨，并出发去寻找他。他向温塔莫及他的家族发起战争并把他们斩净杀绝。然而当他回到家时，发现自己的庄园荒芜了。他感到懊悔和难过，于是他选择在勾引他妹妹的地方自尽。